# Jacqueline du Pré
Jacqueline Mary du Pré, OBE, (Oxford, 26 de gener de 1945 - Londres, 19 d'octubre de 1987) va ser una violoncel·lista anglesa, reconeguda encara avui com una de les millors concertistes d'aquest instrument de la història. Gaudeix d'un prestigi especial la seva interpretació del concert per a violoncel d'Edward Elgar, considerada definitiva.

## Biografia
Era la segona filla del comptable Derek du Pré i de la pianista Iris du Pré. Quan tenia quatre anys va sentir per la ràdio el so d'un violoncel i va demanar a la mare que li'n comprés un. Va començar rebent lliçons d'ella, i quan tenia cinc anys va ingressar a la London Violoncello School. Estudià violoncel a la Guildhall School of Music de Londres amb William Pleeth i, posteriorment, estudià amb Paul Tortelier a París, amb Pau Casals a Suïssa i amb Mstislav Rostropóvitx a Moscou.
El 1961 inicià una brillant carrera solista. El 1967 es casà amb el pianista i director d'orquestra Daniel Barenboim, i tocà sovint amb ell i amb el violinista Pinchas Zukerman. La seva carrera s'interrompé el 1972 a causa d'una esclerosi múltiple, quan tenia 27 anys. Aquesta malaltia acabà provocant-li la mort el 1987.

## Premis i reconeixements
Du Pré va rebre diverses beques de les acadèmies de música i universitats per la seva important contribució a la música en general i al seu instrument en particular. L'any 1956, a l'edat d'11 anys, va ser guardonada amb el prestigiós premi Guilhermina Suggia Award, i encara avui dia és la més jove a rebre aquest premi. El 1960, va guanyar la Medalla d'Or de la Guildhall School of Music de Londres i el Queen's Prize for British musicians. El 1976 va ser nomenada Oficial del Molt Excel·lent Orde de l'Imperi Britànic. El 1977 va rebre el premi BRIT a la millor solista clàssica per l'àlbum enregistrat 25 anys abans on tocava el Concert per a violoncel d'Elgar.
El 2012 va ser votada en el primer Gramophone Hall of Fame.

## Discografia
| Títol | Discogràfica            | Any de l'enregistrament | Compositor(s)                                  |
| --- | ----------------------- | ----------------------- | ---------------------------------------------- |
| Cello Concerto in E Minor, Op.85 / Concerto for Cello and Orchestra                                           | His Master’s Voice      | 1965                    | Elgar, Delius                                  |
| Cello Concerto / Sea Pictures                                                                                 | His Master’s Voice      | 1965                    | Elgar                                          |
| Concerto for Cello and Orchestra / Songs of Farewell, for Double Chorus and Orchestra / A Song Before Sunrise | Angel Records           | 1966                    | Delius                                         |
| Cello Sonatas No. 3 in A, Op. 69 / No. 5 in D, Op. 102 No. 2                                                  | His Master’s Voice      | 1966                    | Beethoven                                      |
| Haydn: Cello Concerto in C / Boccherini: Cello Concerto in B Flat                                             | EMI, His Master’s Voice | 1967                    | Haydn, Boccherini                              |
| Cello Concerto / Cello Encores - Bach, Saint-Saëns, Falla, Bruch                                              | Angel Records, EMI      | 1967                    | Bach, Saint-Saëns, Falla, Bruch                |
| The Two Sonatas for Cello and Piano                                                                           | His Master’s Voice      | 1968                    | Brahms                                         |
| Haydn: Cello Concerto in D / Monn: Cello Concerto in G Minor                                                  | EMI, His Master’s Voice | 1969                    | Haydn, Monn                                    |
| Cello Concerto in A Minor / Cello Concerto No. 1 in A Minor                                                   | His Master’s Voice      | 1969                    | Schumann, Saint-Saëns                          |
| Trio No.7 in B Flat Major, Op.97 "Archduke"                                                                   | His Master’s Voice, EMI | 1970                    | Beethoven                                      |
| Beethoven Trios No. 1 in E Flat Major. Op. 1. No. 1 / No. 3 in C Minor Op. 1. No. 3                           | Vox Cum Laude           | 1970                    | Beethoven                                      |
| Dvořák: Cello Concerto in B Minor & "Silent Woods" Adagio for Cello & Orchestra                               | EMI, His Master’s Voice | 1971                    | Dvořák                                         |
| Favourite Cello Concertos                                                                                     | His Master’s Voice, EMI | 1971                    | Dvořák, Elgar, Haydn, Schumann                 |
| Chopin: Sonata in G Minor / Franck: Sonata in A                                                               | Angel Records           | 1972                    | Chopin, Franck                                 |
| Cello Concerto, Op. 85 / Enigma Variations                                                                    | CBS Masterworks         | 1974                    | Elgar                                          |
| Beethoven: The Five Cello Sonatas "Magic Flute" and "Judas Maccabaeus" Variations                             | His Master’s Voice      | 1976                    | Beethoven                                      |
| A Jacqueline Du Pré Recital                                                                                   | EMI, His Master’s Voice | 1982                    |                                                |
| Pedro Y El Lobo, Sinfonia De Los Juguetes                                                                     | Deutsche Grammophon     | 1984                    | Prokofiev, Mozart                              |
| Chopin: Cello Sonata in G Minor / Franck: Sonata in A                                                         | EMI                     | 1989                    | Chopin                                         |
| Jacqueline Du Pré: Her Early BBC Recordings, Volume 1                                                         | EMI                     | 1989                    | Bach, Britten, Falla                           |
| Jacqueline Du Pré: Her Early BBC Recordings, Volume 2                                                         | EMI                     | 1989                    | Brahms, Couperin, Handel                       |
| Cello Concertos                                                                                               | EMI Classics            | 1995                    | Dvořák, Elgar                                  |
| Recital / Delius                                                                                              | EMI Classics            | 1995                    | Delius                                         |
| Don Quixote                                                                                                   |                         | 1996                    | Strauss                                        |
| Cello Concertos                                                                                               | EMI Classics            | 1998                    | Haydn, Boccherini                              |
| Jacqueline Du Pré: Her Early BBC Recordings 1961-1965                                                         | EMI                     | 1999                    | Bach, Britten, Falla, Brahms, Couperin, Handel |
| Beethoven Piano Trios, Opp.1 & 97 "Archduke"                                                                  | EMI Classics            | 2001                    | Beethoven                                      |
| The Genius of Jacqueline Du Pré                                                                               | HMV Classics            | 2001                    | Bach, Beethoven                                |
| Cello Concerto / Sea Pictures / Overture: Cockaigne                                                           | EMI Classics            | 2004                    | Elgar                                          |
| Dvořák, Ibert                                                                                                 | BBC                     | 2004                    | Dvořák, Ibert                                  |
| Elgar Cello Concerto                                                                                          | Sony Classical          | 2006                    | Elgar                                          |

En DVD
- Remembering Jacqueline du Pré (1994), dirigit per Christopher Nupen
- Jacqueline du Pré in Portrait (2004), dirigit per Christopher Nupen
- The Trout (1970 documental publicat en DVD el 2005), dirigit per Christopher Nupen
- Jacqueline du Pré: A Celebration of Her Unique and Enduring Gift (2007), dirigit Christopher Nupen
- Hilary and Jackie (1998), dirigit per Anand Tucker